# Oshima Shipbuilding
Oshima Shipbuilding Co., Ltd. je japonsko ladjedelniško podjetje. Podjetje je bilo ustanovljeno 7. februarja 1973 kot skupno partnerstvo podjetij Sumitomo Corporation, Sumitomo Heavy Industries in Daizo Corporation. Prvo ladjo so splovili leta 1975. Oshima je zgradila okrog 400 ladij za razusti tovor, med njimi tudi ladje Splošne plovbe kot so "Postojna", "Sea Mirror", "Vipava" in "Slavnik".